# Falling (2020)
Falling ist ein Filmdrama von Viggo Mortensen, das im Januar 2020 beim Sundance Film Festival seine Premiere feierte und am 12. August 2021 in die deutschen Kinos kam.

## Handlung
Der nach dem Verlust zweier Ehefrauen verbitterte Witwer Willis Peterson zieht von seiner Farm auf dem Land nach Los Angeles, um bei der selbstgewählten Familie seines schwulen Sohnes John, aus dessen Ehemann und ihrer Tochter bestehend, zu leben. Als John und seine Schwester Sarah zusammenkommen, um Willis’ Pflege zu organisieren, müssen sie sich mit dem Einfluss ihres Vaters auf ihre Leben, in der Vergangenheit und im Heute, auseinandersetzen.

## Produktion
Es handelt sich bei Falling  um das Regiedebüt von Viggo Mortensen, der auch das Drehbuch schrieb, die Filmmusik komponierte und die Rolle des John Peterson übernahm. Laura Linney spielt seine Schwester Sarah und Lance Henriksen ihren gemeinsamen Vater Willis Peterson. In Rückblenden wird dieser als jüngerer Mann von Sverrir Gudnason gespielt.
Die Dreharbeiten fanden von Ende Februar bis Mitte April 2019 in den USA und in Kanada statt. Als Kameramann fungierte Marcel Zyskind.
Einige Musikstücke entstanden in Zusammenarbeit mit Buckethead. Das Soundtrack-Album mit insgesamt 16 Musikstücken wurde Anfang Februar 2021 von Perceval Press veröffentlicht. Darauf enthalten ist auch der Song A Little Late von Skating Polly.
Eine erste Vorstellung des Films erfolgte am 31. Januar 2020 beim Sundance Film Festival. Anfang Juni 2020 wurde bekannt, dass sich Falling in der „offiziellen Selektion“, einer Auswahl von 56 Filmen der ursprünglich für Mai 2020 geplanten Filmfestspiele von Cannes befand, die wegen der Coronavirus-Pandemie in ihrer gewohnten Form abgesagt wurden. Im September 2020 wurde er beim Toronto International Film Festival gezeigt. Mitte September 2020 wurde er bei der Filmkunstmesse Leipzig vorgestellt. Am 26. Oktober 2020 wurde er als Überraschungsfilm der Viennale 2020 gezeigt.
Der Kinostart in Deutschland war für den 8. April 2021 geplant, bevor er wegen des anhaltenden Lockwdowns der Corona-Pandemie zunächst auf den 27. Mai 2021 und schließlich auf den 12. August 2021 verschoben wurde. In den Vereinigten Staaten kam Falling bereits am 5. Februar 2021 in die Kinos und war dort gleichzeitig digital und als Video-on-Demand erhältlich.

## Rezeption

### Kritiken
Der Film fand bei mehr als zwei Dritteln der Kritiker ein positives Echo.
John Nugent vom Empire Magazine schreibt, die Quadratur des Kreises scheine die Philosophie des Films zu sein, wenn man Mitgefühl und Verständnis für einen Elternteil aufbringt, dies jedoch nicht erwidert wird. So kümmere sich John während des gesamten Films geduldig um seinen Vater Willis und helfe ihm bei seinem Umzug, der jedoch reagiere stets feindselig und sei sogar „ein bisschen ein Arschloch“, so Nugent. Lance Henriksen spiele ihn mit eindrucksvoller Bildschirmpräsenz und seiner dröhnenden Stimme, was beeindruckend sei und eine seiner besten Leistungen in einer über 60-jährigen Karriere darstelle. Auch bemerkenswert sei Viggo Mortensens scheinbar natürliche Begabung als Filmemacher, der ein klares Auge für Komposition und Inszenierung habe und sich für ein erfrischend nichtlineares Drehbuch entschieden habe, das sich in unerwartete Richtungen entwickelt.

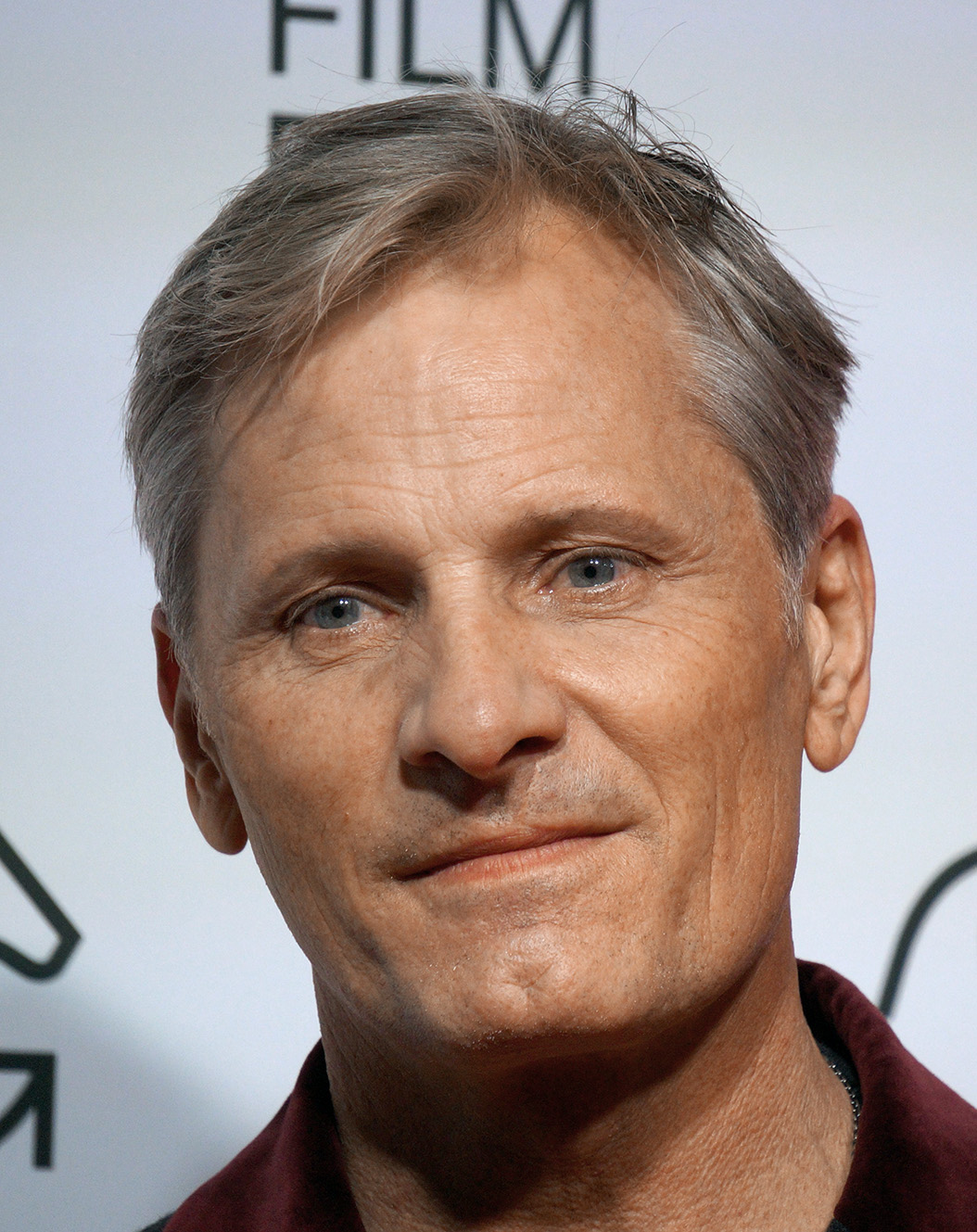
Viggo Mortensen beim Film Fest Gent

Anke Sterneborg von epd Film schreibt, Mortensen verwebe in seinem Film kunstvoll die verschiedenen Zeitebenen und Sichtweisen, doppeldeutig oszillierend zwischen Johns eigener Rekapitulation von Kindheit und Jugendjahren und Willis’ bröselnder Erinnerung. Dabei kreise Falling um das schwierige Verhältnis von Eltern und Kindern, Vätern und Söhnen, um Alter, Erinnerung und Vergebung und generell um die Zerbrechlichkeit der menschlichen Existenz, womit sich Mortensen auf einem schmalen Grat zwischen seiner eigenen real erlebten Familiengeschichte und einer fiktionalisierten Version davon bewege. Lance Henriksen treibe seinen Willis mit rückhaltloser Abscheulichkeit auf den Moment zu, in dem auch der letzte Rest von familiärer Liebe in Verachtung oder zumindest Gleichgültigkeit umschlägt, während Laura Linney in der Rolle der Schwester um einen unwiederbringlich zerrütteten Familienfrieden ringt, die Enkel sich fassungslos abwenden und Johns Ehemann Eric gute Miene zu bösem Spiel macht. John hingegen reagiere mit wahrer Engelsgeduld auf das erratische Verhalten und die ständigen Provokationen seines Vaters und vermeidet es konsequent, sich in einen fiesen Zwist hineinziehen zu lassen. Zusammenfassend bemerkt Sterneborg: „Indem Viggo Mortensen, der auch den feinen Soundtrack des Films komponiert hat, sich selbst zum schwulen Ehemann eines asiatischen Krankenpflegers mit adoptiertem Kind umschreibt, bricht er ganz nebenbei noch eine Lanze für Diversität und alle Formen von Beziehungen jenseits der katholischen Norm.“
Die Deutsche Film- und Medienbewertung versah den Film mit dem Prädikat besonders wertvoll. In der Begründung heißt es, die Intensität, der Naturalismus und der schonungslose Blick, mit denen Mortensen den Film inszeniert habe, erinnerten an das europäische Kino, etwa von Ingmar Bergman. Jede Rolle sei perfekt besetzt und Mortensen habe das Ensemble so präzise auf die verschiedenen Situationen des Dramas eingestimmt, dass bei jeder Figur deutlich werde, wie sie mit den Verletzungen und Enttäuschungen umgeht, die Willis ihnen zugefügt hat. So zeige Mortensen, dass er auch als Regisseur einen eigenen Ton und Stil hat, was neugierig auf noch kommende Filme von ihm mache.

### Auszeichnungen
Im Rahmen seiner Einladung beim Toronto International Film Festival 2020 war Falling für den Preis als Bester kanadischer Spielfilm nominiert. Im Folgenden weitere Auszeichnungen und Nominierungen.
Canadian Screen Awards 2021

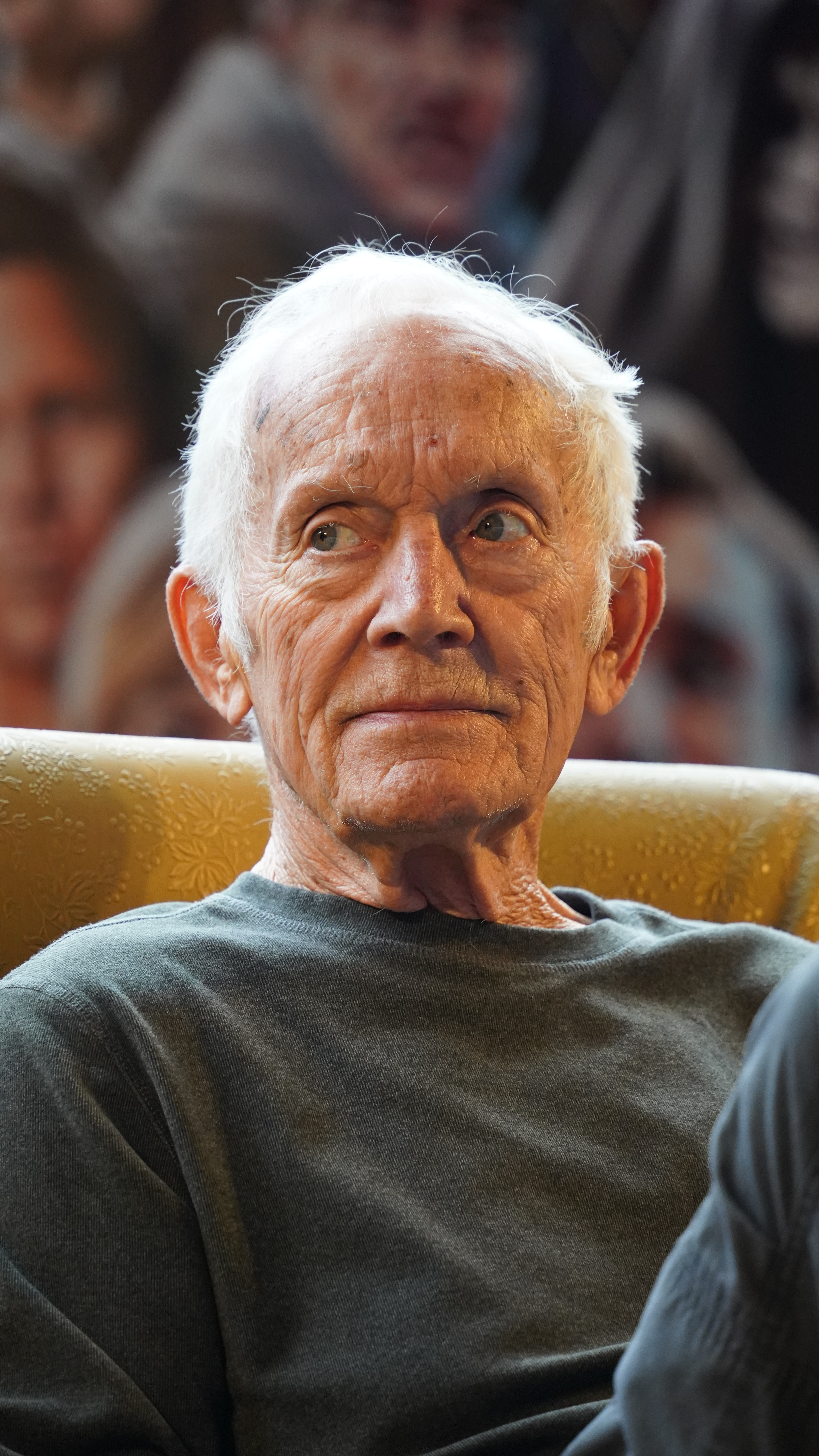
Lance Henriksen spielt den demenzkranken Vater Willis

- Nominierung als Bester Hauptdarsteller (Lance Henriksen)
- Nominierung in der Kategorie Art Direction / Production Design
- Nominierung für die Besten Kostüme
- Nominierung für den Besten Ton (Ron Sanders)
- Nominierung für das Beste Casting[17]

Europäischer Filmpreis 2020
- Nominierung als Bester Darsteller (Viggo Mortensen)[18]

Goya 2021
- Nominierung als Bester europäischer Film[19]

International Film Festival & Awards Macao 2020
- Auszeichnung als Bester Schauspieler (Lance Henriksen)[20]